# Amné-Rimaïbé
Amné-Rimaïbé est une localité du Burkina Faso située dans le département du Banh, la province du Loroum et la région du Nord. 

## Population
Lors du recensement de 2006, on y a dénombré 131 habitants. Comme son nom l'indique, ce sont des Rimaïbé.